# 334. п. н. е.

## Догађаји
- Александар Македонски је извојевао своју прву велику победу против Персијског царства у Бици код Граника